# История на европейските изобретения
Историята на европейските изобретения е хронологически преглед на изобретения и откривателства, които намират приложение в бита на хората по света. Те са разгледани в контекста на установената периодизация на европейската история.

## Изобретения по време на Ренасанса
През 1540 г. немският оръжейник Петер Пек изобретява двуцевен пистолет, ползващ колесния запалващ механизъм (на английски: double-barreled wheellock pistol) с калибър .46. за свещеноримския император Карл V.
Стрелбата се осъществява посредством механизъм от две въртиящи се колелца с насечки (на английски: wheellock mechanisms) – по едно за всяка от двете цеви. Материалите, ползвани в изработката, са стомана, слонова кост, черешово дърво и еленови рога. Колесният запалващ механизъм се предпочита за изработката на поръчкови оръжия по това време, защото се счита за по-надежден от ранния ударно-кремъчния запалващ механизъм или фитилния запалващ механизъм, но е и по-скъп, което определя и изместването му от ударно-кремъчния запалващ механизъм през XVII и началото на XVIII век. Въпреки че съществуват предположения, че пистолетът е поръчан от Карл V да бъде изработен с две цеви, които да символизират властта му над Свещената Римска империя и Испанската империя, има данни и за други пистолети, изработени в Бавария с колесен заплаващ механизъм.
Слоновата кост и еленовите рога са използвани за инкрустации по черешовото дърво, пистолетът има дължина от 49,2 см и тежи 2,550 кг (5 фунта и 10 унции).